# 辜明試
辜明試（1536年—？），字懋功，號寅谷，江西南昌府南昌縣辜坊人，民籍，明朝政治人物。

## 生平
嘉靖四十三年（1564年）甲子科江西鄉試第八十二名舉人，隆慶二年（1568年）中式戊辰科會試第二十名，三甲第二百六十二名進士。

## 家族
曾祖辜仲本；祖父辜治傑；父辜季輔，母萬氏。慈侍下。兄辜明初，弟辜明誠（監生）、辜明祥、辜明誦。